# Bingham Glacier
Bingham Glacier är en glaciär i Antarktis. Den ligger i Västantarktis. Argentina, Chile och Storbritannien gör anspråk på området. Bingham Glacier ligger 501 meter över havet.
Terrängen runt Bingham Glacier är kuperad österut, men västerut är den platt. Trakten är obefolkad. Det finns inga samhällen i närheten.